# كرونوسلاف روفروك
كرونوسلاف روفروك (بالكرواتية: Krunoslav Lovrek)‏ (11 سبتمبر 1979 في فاراجدين في كرواتيا – )؛ هو لاعب كرة قدم سابق كان يلعب كمهاجم.

## وصلات خارجية
- كرونوسلاف روفروك على موقع الاتحاد الدولي (مؤرشف)  (الإنجليزية)
- كرونوسلاف روفروك على موقع اتحاد تركيا (لاعب) (الإنجليزية)
- كرونوسلاف روفروك على موقع رابطة كرة القدم اليابانية للمحترفين (اليابانية)
- كرونوسلاف روفروك على موقع دوري كوريا الجنوبية (الإنجليزية)
- كرونوسلاف روفروك على موقع قاعدة بيانات كرة القدم.إي يو (الإنجليزية)
- كرونوسلاف روفروك على موقع Soccerway.com (الإنجليزية)
- كرونوسلاف روفروك على موقع عالم كرة القدم.نت (الإنجليزية)